# Kyrylo Kowaltschuk
Kyrylo Serhijowytsch Kowaltschuk (ukrainisch Кирило Сергійович Ковальчук, rumänisch Chiril Covalciuc; * 11. November 1986 in Biljajiwka) ist ein ukrainisch-moldauischer ehemaliger Fußballspieler.

## Karriere

### Vereine
Kowaltschuk begann seine Profikarriere 2003 bei Dnipro-2 Dnipropetrowsk, der Reservemannschaft von Dnipro Dnipropetrowsk. 2006 wechselte er zum moldauischen Erstligisten Zimbru Chișinău und spielte hier bis 2009. Zwischenzeitlich wurde er zurück in seine Heimat an Tawrija Simferopol ausgeliehen. Ab 2009 setzte er seine Karriere in Russland bei Tom Tomsk fort. Von diesem Verein wurde er 2011 erst an Tschornomorez Odessa, wieder in seine Heimat, verliehen und 2012 ablösefrei an diesen abgegeben. Nachdem er drei Jahre für Odessa tätig gewesen war, heuerte er im Januar 2015 bei Metalist Charkiw an. Zur Rückrunde der Saison 2015/16 verpflichtete ihn der türkische Zweitligist Karşıyaka SK. Im Sommer 2016 wechselte Kowaltschuk zum Aufsteiger in die Erste russische Liga Tom Tomsk. Bei Ordabassy Schymkent spielte er dann von 2017 bis 2020, seinem Karriereende.

### Nationalmannschaft
Im September 2014 debütierte Kowaltschuk während eines Testspiels gegen Moldau für die ukrainische Nationalmannschaft.

## Persönliches
Sein Bruder Serghei Covalciuc war moldauischer Nationalspieler.